# 260P/McNaught
260P/McNaught è una cometa periodica appartenente alla famiglia delle comete gioviane; la cometa è stata scoperta il 20 maggio 2005 dall'astronomo australiano Robert H. McNaught, la sua riscoperta il 15 maggio 2012 ha permesso di numerarla.
L'unica caratteristica della cometa è di avere una piccola MOID col pianeta Giove di sole 0,0238 UA. Questo fatto comporta la possibilità di incontri molto ravvicinati con Giove come quello del 17 agosto 2063 quando la cometa passerà a sole 0,208 UA da Giove: questi incontri comporteranno in futuro cambiamenti drastici degli attuali elementi orbitali della cometa.